# Gudme
Gudme er en by på Sydøstfyn med 925 indbyggere  (2024), beliggende 15 km øst for Kværndrup, 7 km vest for Lundeborg, 22 km syd for Nyborg og 13 km nordøst for Svendborg. Byen hører til Svendborg Kommune og ligger i Region Syddanmark.
Gudme hører til Gudme Sogn. Gudme Kirke ligger i byen. Vest for byen ligger Gudme Sø. 2 km sydøst for byen ligger herregården Broholm.

## Faciliteter
Gudme Skole har siden 2011 været en afdeling af Stokkebækskolen. Afdelingen har ca. 300 elever, fordelt på 0.-9. klassetrin. Her samles eleverne også fra skolens afdelinger i Hesselager og Gudbjerg efter 6. klasse.
Gudme er medstifter af håndboldklubben GOG og indgår som det tredje forbogstav i klubnavnet (de to andre er Gudbjerg og Oure). Gudmehallerne, nu "Phønix Tag", er klubbens hjemmebane.
I stedet for det gamle forsamlingshus fra 1891 blev et nyt indviet i 1923. Pga. krav fra brand- og sundhedsmyndigheder solgte bestyrelsen huset til Gudme Kommune i 1973. Under navnet Gudme Fritidscenter blev det derefter anvendt til aktiviteter for både unge og ældre. I 1992 skiftede det navn til Mødestedet, og siden 2007 er det drevet på linje med andre aktivitetshuse i Svendborg Kommune.

## Historie

### Forhistorisk sæde
I 3.-7. århundrede lå en af Danmarks største og rigeste jernalderbebyggelser ved Gudme. Gudmebygden bestod af en stormandsgård, omgivet af op mod 50 mindre gårde. Et stykke herfra blev bygdens døde begravet, og på kysten ved Lundeborg lå en tilhørende handelsplads. I alt har der nok boet omkring 500 mennesker på bopladsen. Flere religiøse stednavne tyder på, at Gudme – ”gudernes hjem” – også var et center for en hedensk kult; det antydes af navne som Galdbjerg og Albjerg, som betyder hhv. ”offerbjerget” og ”helligdomsbjerget”.
At stedet havde en særstatus, kan ses af de mange guld- og sølvskatte, der er fundet på Gudme-egnen. Håndværksaffald og metalskrot viser at guld- og sølvsmedene havde deres arbejdsplads her. Metallet må være kommet fra Romerriget, som var under pres fra germanerne og forsøgte at dæmme op for deres indvandring ved at betale store summer. Stormanden i Gudme var fyrste eller måske endda konge over et større område. Han byggede sandsynligvis sin velstand og magt på afgifter fra de omkringliggende gårde i den rige bygd og fra handelspladsen ved Lundeborg. Det er således i Gudme, at vi første gang ser kimen til de magtstrukturer, som kom til at karakterisere jernalderens og vikingetidens samfund.
I foråret 1993 fandt man spor efter en 47 x 9,5 meter stor bygning, der er blevet kaldt Gudmekongens Hal. Dens stolpehuller er markeret med sten i græsset. Fundet blev gjort hvor GOG havde planlagt opførelse af en ny sportshal, men den måtte finde en anden placering.

### Landsbyen
Landsbyen Gudme havde trevangsbrug og blev i 1684 takseret til 160 tønder hartkorn, hvilket i 1844 blev sat op til 194 tønder. Broholm ejede de fleste gårde som fæstegårde i 1791. Resten af gårdene var fordelt på Hesselagergård, Mullerup, Rygård, Vejstrupgård, Bjørnemose og Klingstrup.

### Stationsbyen
I 1899 beskrives Gudme således: "Gudme (gml. Form. Guthum) med Kirke, Præstegd., Skole, Forskole, Hospital (opr. 1810 af Marie Vibeke v. Pultz, Enke efter Anders Sehested til Broholm, med et Hus til 8 fattige; fra 1870 er Hospitalet tilfaldet Gudme-Brudager Kommune og benyttes nu som Fribolig for 3 fattige Familier) og Øvelses- og Forsamlingshus (opf. 1891);" Målebordsbladet fra 1900-tallet viser desuden et elværk og et teglværk, der lå ved skrænterne nordvest for byen.
Gudme havde jernbanestation på Svendborg-Nyborg Banen (1897-1964). Stationsbygningen, der er tegnet af arkitekt Heinrich Wenck, er bevaret på Stationsvej 12.
Kværndrupkredsen var fra 1849 en valgkreds i Svendborg Amt, men ændrede navn til Gudmekredsen i 1901. Indtil 1915 skulle vælgerne personligt møde op på kredsens valgsted for at afgive deres stemme, og med jernbanen har Gudme ligget mere bekvemt for de fleste af kredsens vælgere.

### Kommunen
Gudme Herred i det gamle Svendborg Amt blev i Kong Valdemars Jordebog kaldt Guthumhæreth.
Ved Kommunalreformen i 1970 indgik Gudme og 5 omkringliggende sognekommuner i Gudme Kommune, som ved kommunalreformen i 2007 indgik i Svendborg Kommune.